# Samizdat
Samizdat (tiếng Nga: самизда́т, nghĩa đen là "tự xuất bản") là một hình thức hoạt động bất đồng chính kiến trên khắp Khối xã hội chủ nghĩa phương Đông, trong đó các cá nhân sao chép các ấn phẩm tạm thời được kiểm duyệt và ngầm, thường bằng tay, và chuyển các tài liệu từ người đọc này sang người đọc khác. Việc sao chép thủ công trở nên phổ biến, do hầu hết các máy đánh chữ và thiết bị in đã được tích trữ và cần được phép truy cập mới có thể dùng. Phương thức cơ sở này nhằm trốn tránh sự kiểm duyệt chính thức của Liên Xô đầy nguy hiểm, vì những hình phạt khắc nghiệt đã được áp dụng đối với những người bị bắt quả tang sở hữu hoặc sao chép các tài liệu bị kiểm duyệt.

## Từ nguyên và các biến thể
Về mặt từ nguyên học, samizdat bắt nguồn từ sam (tiếng Nga: сам, "tự mình") và izdat (tiếng Nga: издат, viết tắt của издательство, izdatel'stvo, "nhà xuất bản"), và do đó có nghĩa là "tự xuất bản". Tiếng Ukraina có một thuật ngữ tương tự: samvydav (самвидав), từ sam, "tự", và vydavnytstvo, "nhà xuất bản". 
Nhà thơ Nga Nikolay Glazkov đã đặt ra một phiên bản của thuật ngữ này như một cách chơi chữ vào những năm 1940 khi ông đánh máy các bản sao các bài thơ của mình và kèm theo chú thích Samsebyaizdat (Самсебяиздат, "Nhà xuất bản Tự thân") trên trang nhất. 
Tamizdat đề cập đến văn học xuất bản ở nước ngoài (там, tam, "ở đó"), thường là từ các bản thảo bị mang lậu ra nước ngoài. 
Thuật ngữ tiếng Ba Lan cho hiện tượng này được đặt ra vào khoảng năm 1980 là 'drugi obieg', hay 'mạch thứ hai' của xuất bản.

## Lịch sử
Vladimir Bukovsky từng tóm tắt rằng: "Tôi tự tay tạo ra nó, biên tập nó, kiểm duyệt nó, xuất bản nó, phân phát nó, vào tù vì nó".

## Các kỹ thuật
Về bản chất, các bản sao chép samizdat được truyền tay qua bạn bè, ví dụ như tiểu thuyết Nghệ nhân và Margarita của Mikhail Bulgakov hay tiểu luận Quyền lực của không quyền lực của Václav Havel. Có nhiều kỹ thuật khác nhau để sao chép những văn bản cấm này, từ việc dùng giấy than, sao chép bằng tay hoặc bằng máy đánh chữ, cho đến việc in ấn bằng những máy in cỡ lớn vào buổi đêm để in sách số lượng lớn. Trước thời kỳ công khai hóa, việc in ấn này rất nguy hiểm vì những máy copy, máy in và thậm chí cả máy đánh chữ trong văn phòng đều do Cục 1 (tiền đồn của KGB) kiểm soát.